# Famille Lercari
Pour les articles homonymes, voir Lercari.
 (juillet 2024).
Si vous disposez d'ouvrages ou d'articles de référence ou si vous connaissez des sites web de qualité traitant du thème abordé ici, merci de compléter l'article en donnant les références utiles à sa vérifiabilité et en les liant à la section « Notes et références ».
La famille Lercari est une famille patricienne génoise, dont un ancêtre célèbre a été le riche banquier Franco Lercari, dit aussi le magnifique, qui a fait construire le palais de la famille dans l'actuelle Via Garibaldi de Gênes entre 1571 et 1578.

## Histoire
Dès les XIIe – XIIIe siècles, des membres de la famille Lercari jouent un rôle important à Gênes. La famille tire profit de ses liens avec celle des Fieschi, comtes de Lavagna, dont un membre est pape sous le nom d'Innocent IV de 1243 à 1254 et pratique le népotisme à grande échelle (entre autres au profit des Lercari). Un Nicolas Lercari est à cette époque évêque de Vintimille (1236-1244). Son oncle homonyme, camérier d'Innocent IV, est nommé par ce dernier archevêque de Tyr en 1250, siège qu'il occupe jusqu'à sa mort à Sidon aux côtés de Louis IX en 1253.
Son héritier, Giovanni Carlo Imperiale Lercari (Gênes * 1573, + 1632), est patricien génois le 17 novembre 1586, sénateur de la république de Gênes de 1612 à 1630. Héritant du Magnifico Franco Lercari, il en prit le nom le 27 février 1586 ; il épousa Gerolama Lomellini, fille de Niccolò Lomellini, patricien génois, sénateur de Gênes (+ 1639).
Au XXIe siècle, il existe toujours un Groupe Lercari